# Grand Prix-wegrace der Naties 1975
De Grand Prix-wegrace der Naties 1975 was vijfde race van wereldkampioenschap wegrace voor motorfietsen in het seizoen 1975. De races werden verreden op 18 mei 1975 op het
Autodromo Enzo e Dino Ferrari in Imola.

## Algemeen
De organisatie in Imola verliep bepaald niet zoals het hoorde. De 500 cc klasse startte met een uur en een kwartier vertraging. Het publiek, dat al de hele dag in de hete zon zat, vierde hierna de overwinning van Agostini door de baan op te lopen en toen hierdoor weer vertraging ontstond besloot men de zijspanrace gewoon af te gelasten.

## 500 cc
Na de spannende 500 cc race in Hockenheim was die in Imola weer enigszins saai: Giacomo Agostini (Yamaha) leidde van start tot finish. Phil Read (MV Agusta) was kansloos, maar kon wel tweede worden vóór Agostini's teamgenoot Hideo Kanaya. De fabrieks-Suzuki's deden het weer slecht: Barry Sheene viel uit door een kapotte versnellingsbak en Teuvo Länsivuori viel, waarbij hij een sleutelbeen brak.

### Uitslag 500 cc
| Pos | Coureur           | Merk            | Tijd            | Punten          |
| --- | ----------------- | --------------- | --------------- | --------------- |
| 1   | Giacomo Agostini  | Yamaha          | 59' 28" 2       | 15              |
| 2   | Phil Read         | MV Agusta       | + 1' 00" 8      | 12              |
| 3   | Hideo Kanaya      | Yamaha          | + 1' 23" 6      | 10              |
| 4   | Armando Toracca   | MV Agusta       | + 1' 48" 4      | 8               |
| 5   | Stan Woods        | Suzuki          | + 1 ronde       | 6               |
| 6   | Alex George       | Yamaha          | + 1 ronde       | 5               |
| 7   | John Newbold      | Suzuki          | + 2 ronden      | 4               |
| 8   | Thierry Tchernine | Yamaha          | + 2 ronden      | 3               |
| 9   | Bernard Fau       | Yamaha          | + 2 ronden      | 2               |
| 10  | Ruedi Keller      | Yamaha          | + 2 ronden      | 1               |
| 11  | Max Wiener        | Rotax           | + 2 ronden      |                 |
| 12  | Nico Cereghini    | Suzuki          | + 2 ronden      |                 |
| 13  | Giorgio Gatti     | Yamaha          | + 2 ronden      |                 |
| 14  | Germano Paganini  | Harley-Davidson | + 2 ronden      |                 |
| 15  | Germano Salsi     | Yamaha          | + 2 ronden      |                 |
| 16  | Sergio Baroncini  | Ducati          | + 2 ronden      |                 |
| DNF | Edu Celso-Santos  | Yamaha          |                 |                 |
| DNF | Christian Léon    | König           |                 |                 |
| DNF | Chas Mortimer     | Maxton-Yamaha   |                 |                 |
| DNF | Pentti Korhonen   | Yamaha          |                 |                 |
| DNF | Virginio Ferrari  | Paton           |                 |                 |
| DNF | Roberto Gallina   | Suzuki          |                 |                 |
| DNF | Michel Rougerie   | Harley-Davidson |                 |                 |
| DNF | Mimmo Cazzaniga   | Harley-Davidson |                 |                 |
| DNF | Barry Sheene      | Suzuki          | versnellingsbak | versnellingsbak |
| DNF | Guido Mandracci   | Yamaha          |                 |                 |
| DNF | Mario Necchi      | Yamaha          |                 |                 |
| DNF | Giuliano Barzanti | Yamaha          |                 |                 |
| DNF | Remo Bianconcini  | Suzuki          |                 |                 |
| DNS | Teuvo Länsivuori  | Suzuki          | val             |                 |

## 350 cc
Johnny Cecotto startte slecht in de 350 cc race, maar na een inhaalrace wist hij toch nog te winnen. Voor hij de eerste plaats veroverd had ging het gevecht om de leiding tussen Dieter Braun en Patrick Pons. Intussen reed Giacomo Agostini ook een geweldige race, want hij was als laatste vertrokken en wist nog tot vlak bij Cecotto te komen. Die bleek echter nog wat over te hebben en Agostini werd tweede vóór Patrick Pons.

### Uitslag 350 cc
| Pos | Coureur            | Merk            | Tijd       | Punten |
| --- | ------------------ | --------------- | ---------- | ------ |
| 1   | Johnny Cecotto     | Yamaha          | 53' 29" 4  | 15     |
| 2   | Giacomo Agostini   | Yamaha          | + 15" 7    | 12     |
| 3   | Patrick Pons       | Yamaha          | + 17" 2    | 10     |
| 4   | Dieter Braun       | Yamaha          | + 17" 4    | 8      |
| 5   | Gérard Choukroun   | Yamaha          | + 39" 4    | 6      |
| 6   | Giovanni Proni     | Yamaha          | + 1' 00" 1 | 5      |
| 7   | Marco Lucchinelli  | Yamaha          | + 1' 21"   | 4      |
| 8   | Chas Mortimer      | Maxton-Yamaha   | + 1' 55" 9 | 3      |
| 9   | Guido Mandracci    | Yamaha          | + 1 ronde  | 2      |
| 10  | Hans Stadelmann    | Yamaha          | + 1 ronde  | 1      |
| 11  | Jack Findlay       | Yamaha          | + 1 ronde  |        |
| DNF | Victor Palomo      | SMAC-Yamaha     |            |        |
| DNF | Hideo Kanaya       | Yamaha          |            |        |
| DNF | Alex George        | Yamaha          |            |        |
| DNF | Jean-Paul Boinet   | Yamaha          |            |        |
| DNF | Olivier Chevallier | Yamaha          |            |        |
| DNF | Walter Villa       | Harley-Davidson |            |        |
| DNF | Pentti Korhonen    | Yamaha          |            |        |
| DNF | Philippe Coulon    | Yamaha          |            |        |
| DNF | Paolo Tordi        | Yamaha          |            |        |

## 250 cc
In Italië ging Walter Villa aan de leiding, maar hij werd gevolgd door Johnny Cecotto die rustig leek te wachten op een fout van Villa. In de laatste vijf ronden begon Cecotto's Yamaha echter slecht te lopen en om de finish te halen deed hij het rustiger aan. Michel Rougerie, die Dieter Braun nog ingehaald had, kon hem echter niet meer bereiken en werd derde. Felice Agostini, Ago's jongere broer die in zijn motorsportcarrière was begonnen als motorcrosser, haalde met de achtste plaats zijn eerste WK-punten.

### Uitslag 250 cc
| Pos | Coureur                | Merk            | Tijd       | Punten |
| --- | ---------------------- | --------------- | ---------- | ------ |
| 1   | Walter Villa           | Harley-Davidson | 50' 25" 5  | 15     |
| 2   | Johnny Cecotto         | Yamaha          | + 16" 9    | 12     |
| 3   | Michel Rougerie        | Harley-Davidson | + 35" 4    | 10     |
| 4   | Dieter Braun           | Yamaha          | + 47" 5    | 8      |
| 5   | Patrick Pons           | Yamaha          | + 1' 28" 7 | 6      |
| 6   | Mario Lega             | Yamaha          | + 2' 00" 3 | 5      |
| 7   | Tom Herron             | Yamaha          | + 2' 04" 2 | 4      |
| 8   | Felice Agostini        | Yamaha          | + 2' 05" 6 | 3      |
| 9   | Pentti Korhonen        | Yamaha          | + 2' 09" 6 | 2      |
| 10  | Leif Gustafsson        | Yamaha          | + 2' 15" 5 | 1      |
| 11  | Luigi Richetti         | Yamaha          |            |        |
| 12  | Tapio Virtanen         | MZ              |            |        |
| 13  | Erasmo di Giacinto     | Yamaha          |            |        |
| 14  | Gino Tondo             | Yamaha          |            |        |
| 15  | Olivier Chevallier     | Yamaha          |            |        |
| 16  | Henk van Kessel        | Yamaha          |            |        |
| 17  | Jean-Paul Boinet       | Yamaha          |            |        |
| 18  | Francesco Pisanelli    | Yamaha          |            |        |
| DNF | Philippe Coulon        | Yamaha          |            |        |
| DNF | Giovanni Proni         | Yamaha          |            |        |
| DNF | Jean-Louis Guignabodet | Yamaha          |            |        |
| DNF | Edmar Ferreira         | Yamaha          |            |        |
| DNF | Giuseppe Consalvi      | Yamaha          |            |        |
| DNF | Paolo Tordi            | Yamaha          |            |        |
| DNF | Paolo Pileri           | Yamaha          |            |        |
| DNF | Otello Buscherini      | Yamaha          | val        |        |
| DNF | Gérard Choukroun       | Yamaha          |            |        |
| DNF | Ikujiro Takai          | Yamaha          |            |        |
| DNF | Fosco Giansanti        | Yamaha          |            |        |
| DNF | Bruno Kneubühler       | Yamaha          |            |        |

## 125 cc
In de 125 cc race in Imola gingen de beide Morbidelli's er opnieuw samen vandoor, en weer in de voor het team "verkeerde" volgorde: kopman Paolo Pileri achter Pier Paolo Bianchi. Men had het nu eenmaal zo afgesproken: Pileri moest wereldkampioen worden en daarom mocht Bianchi kampioen van Italië worden. Kent Andersson was eerst derde, maar kreeg te maken met een vastloper en viel uit. Dat bracht Henk van Kessel met zijn Bridgestone op de derde plaats. Bianchi wachtte weer demonstratief tot de laatste ronde voor hij Paolo Pileri voor liet gaan, tot ongenoegen van het Italiaanse publiek, dat de beste man de overwinning wel gegund had.

### Uitslag 125 cc
| Pos | Coureur            | Merk               | Tijd       | Punten |
| --- | ------------------ | ------------------ | ---------- | ------ |
| 1   | Paolo Pileri       | Morbidelli         | 46' 13" 3  | 15     |
| 2   | Pier Paolo Bianchi | Morbidelli         | + 0" 3     | 12     |
| 3   | Henk van Kessel    | Bridgestone-Yamaha | + 1' 30" 6 | 10     |
| 4   | Leif Gustafsson    | Yamaha             | + 2' 07" 4 | 8      |
| 5   | Pierluigi Conforti | Malanca            | + 2' 21" 3 | 6      |
| 6   | Bruno Kneubühler   | Yamaha             | + 1 ronde  | 5      |
| 7   | Hans Müller        | Yamaha             | + 1 ronde  | 4      |
| 8   | Eugenio Lazzarini  | Piovaticci         | + 1 ronde  | 3      |
| 9   | Alberto Ieva       | Derbi              | + 1 ronde  | 2      |
| 10  | Ulrich Graf        | Yamaha             | + 2 ronden | 1      |
| DNF | Kent Andersson     | Yamaha             | vastloper  |        |

## 50 cc
In de 50 cc klasse trainde Eugenio Lazzarini weer als snelste, maar in de race werd hij slechts tweede met meer dan een minuut achterstand op Ángel Nieto. Dat had alles te maken met het feit dat Lazzarini opnieuw slecht startte. Stefan Dörflinger en Ulrich Graf waren derde en vierde nadat ze Jan Huberts hadden ingehaald, maar uiteindelijk viel Graf terug en werd Dörflinger derde.

### Uitslag 50 cc
| Pos | Coureur            | Merk              | Tijd       | Punten |
| --- | ------------------ | ----------------- | ---------- | ------ |
| 1   | Ángel Nieto        | Van Veen-Kreidler | 29' 54" 1  | 15     |
| 2   | Eugenio Lazzarini  | Piovaticci        | + 12" 8    | 12     |
| 3   | Stefan Dörflinger  | Kreidler          | + 1' 14" 8 | 10     |
| 4   | Claudio Lusuardi   | Derbi             | + 1' 17" 5 | 8      |
| 5   | Herbert Rittberger | Kreidler          | + 1' 51" 4 | 6      |
| 6   | Henk van Kessel    | Kreidler          | + 2' 10" 1 | 5      |
| 7   | Ramón Galí         | Derbi             | + 1 ronde  | 4      |
| 8   | Ulrich Graf        | Kreidler          | + 1 ronde  | 3      |
| 9   | Carlo Guerrini     | Ringhini          | + 1 ronde  | 2      |
| 10  | Germano Zanetti    | Kreidler          | + 1 ronde  | 1      |

## Zijspanklasse
Nadat het publiek na de overwinning van Giacomo Agostini in de 500 cc race bezit van de baan had genomen, besloot de organisatie van de race in Imola al na korte tijd de zijspanklasse dan maar af te gelasten. Een domper voor de zijspanrijders, die de verre reis én de trainingen hadden volbracht. Start- en prijzengelden werden weliswaar uitbetaald, maar de zijspanklasse hield nu nog maar zeven wedstrijden over in plaats van de geplande acht.
1922 · 1923 · 1924 · 1925 · 1926 · 1927 · 1928 · 1929 · 1930 · 1931 · 1932 · 1933 · 1934 · 1935 · 1936 · 1937 · 1938 · 1939 · 1947 · 1948 · 1949 · 1950 · 1951 · 1952 · 1953 · 1954 · 1955 · 1956 · 1957 · 1958 · 1959 · 1960 · 1961 · 1962 · 1963 · 1964 · 1965 · 1966 · 1967 · 1968 · 1969 · 1970 · 1971 · 1972 · 1973 · 1974 · 1975 · 1976 · 1977 · 1978 · 1979 · 1980 · 1981 · 1982 · 1983 · 1984 · 1985 · 1986 · 1987 · 1988 · 1989 · 1990